# 貨物船

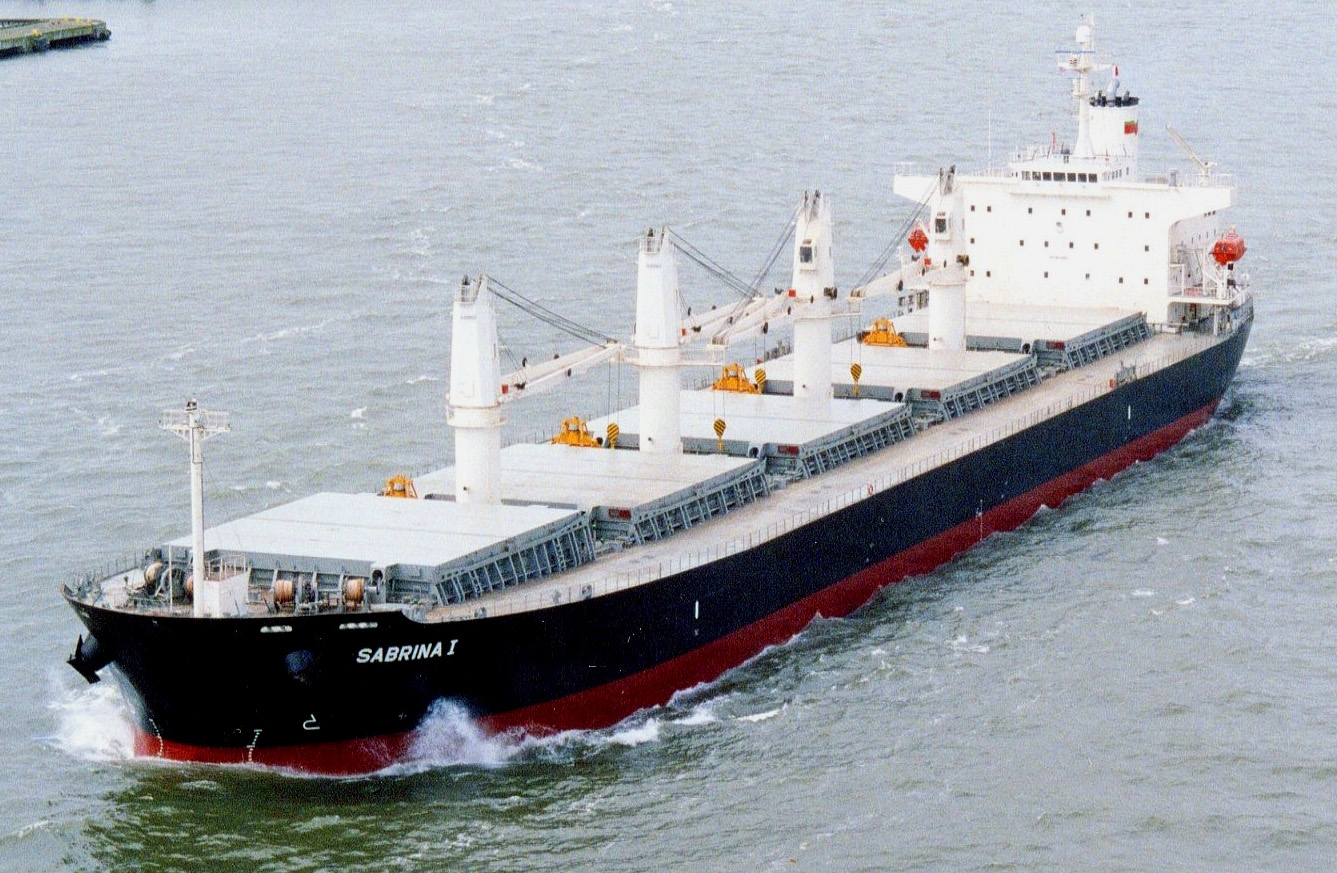
現代のハンディマックス級ばら積み貨物船「サブリナI」

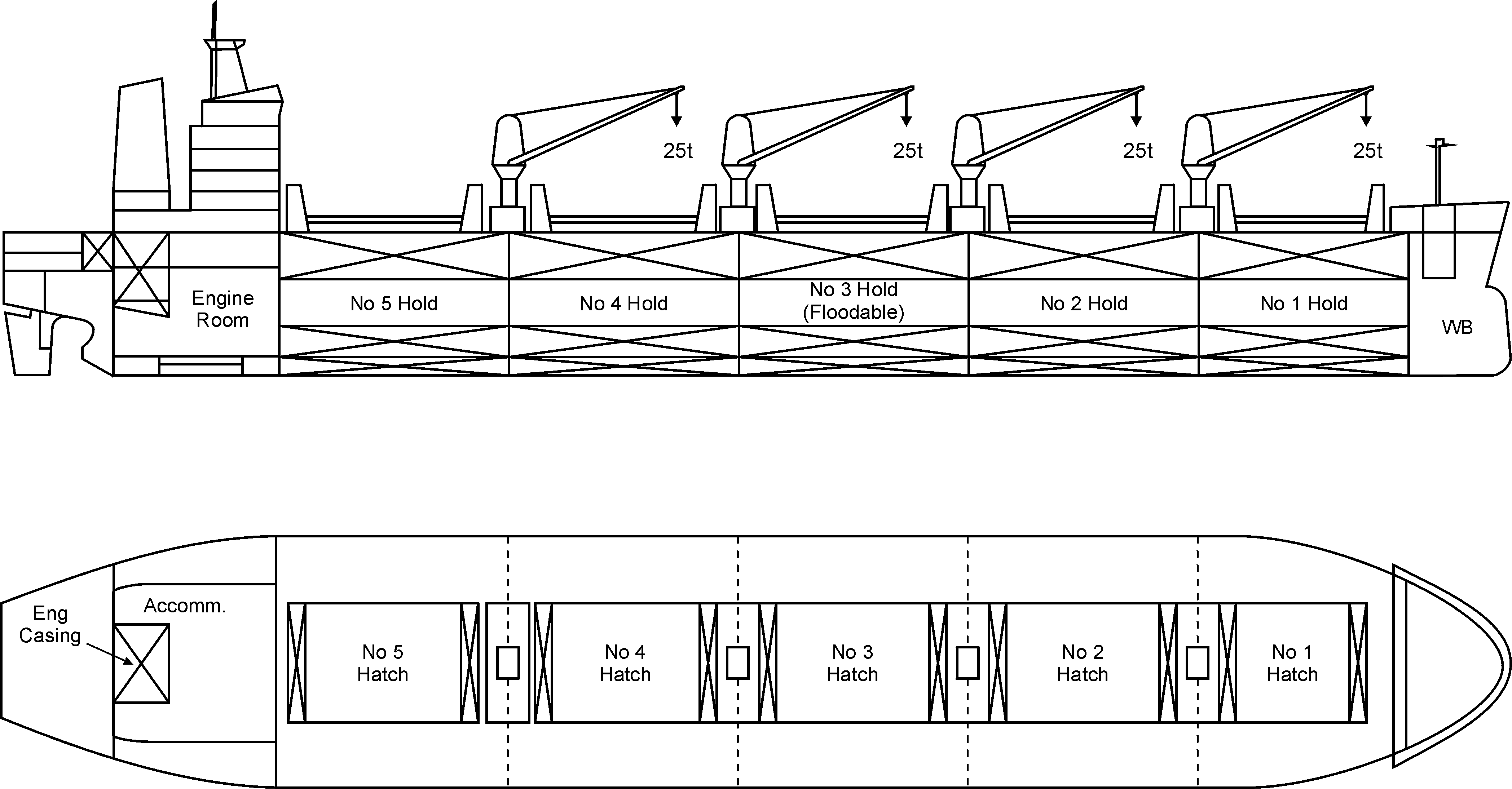
パナマックス級クレーン付きばら積み貨物船の構造図

貨物船（かもつせん）とは、主に貨物輸送を行う船舶である。
航空機に比べて速度は遅いが、低い運賃で一度に大量の貨物を運ぶことが出来る。また、貨物船の構造によっては、巨大な構造物をそのまま運搬することも可能である。

## 歴史
世界の貨物船の歴史
歴史的に貨物船は海賊によって略奪の対象になっており、古くはヴァイキング、近代では英国公認の私掠船（フランシス・ドレーク船長）が猛威を振るった。
日本
江戸時代においては、菱垣廻船や樽廻船が大坂などの上方から江戸まで回航された。

## 貨物船の種類

### 積み荷による分類

種子島航路に就航している、ロールオンロールオフ型の貨物フェリー。船体中央部から突き出ているのは、マストであり、クレーンでは無い。

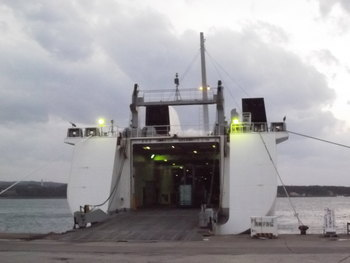
貨物用コンテナや自動車を積み込み前の状態。船尾ランプウェイの珍しいタイプ。

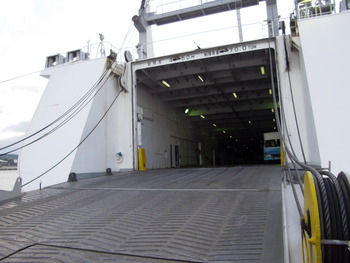
ランプウェイ拡大

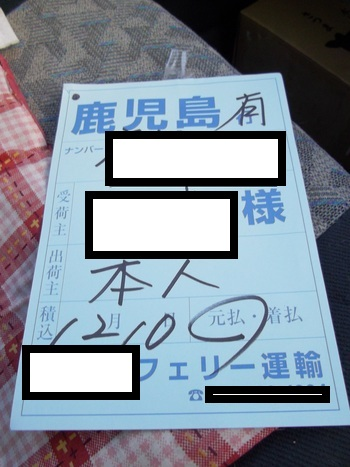
車両航送送り状。有は有人航送・ドライバー同乗の記号？

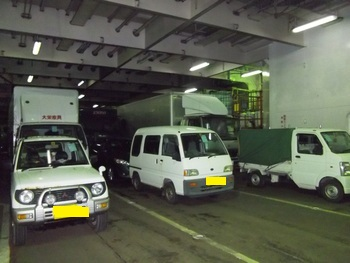
フロントガラスに送り状が貼られている。

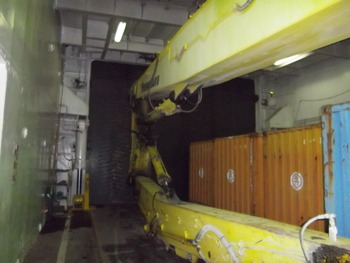
出航時内部。重機車両とコンテナ。奥は船尾ランプウェイを収納・格納した状態。

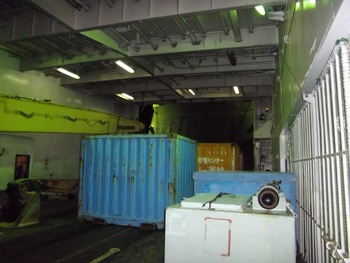
同じく船尾を左舷側より。

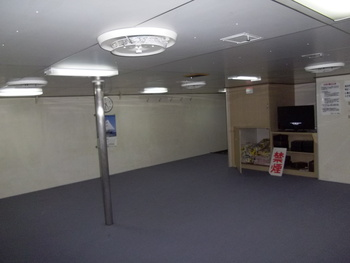
運転手、ドライバー用の客室

在来型貨物船 (Cargo Ship)
汎用の船舶。荷役に時間はかかるが、特殊な設備を持たない分運賃は安い。船艙に障害物がないので、特殊な形状の貨物を運ぶのに適する。
ロールオン・ロールオフ貨物船 (roll-on/roll-off ship)
セミトレーラーのような車輌やそれに乗っている海上コンテナ（単に「コンテナ」と略される）を運搬するための船。車輌は自走によって船艙内に入るため、迅速に荷役を済ませることができる。一般にRORO船（ローローせん）と標記される。カーフェリーと異なり客室がない。規則によって旅客定員12人まで旅客運搬することが可能で、客室を持つRORO船もあるが、多くが一般旅客を乗船させることはなく貨物運搬専用で運航する。
ロールオン・ロールオフ・コンテナ貨物船 (roll-on/roll-off Container ship)
自動車のロールオン・ロールオフ荷役と海上コンテナのクレーン荷役をできる船。
混載自動車専用船 (CGC)
自動車と一般貨物のロールオンロールオフ荷役をできる船舶。
自動車専用船  (Pure Car Carrier; PCC)
商品となる自動車を運搬するための船舶。船積みの効率化を図るために、ランプウェイや船艙内の各階の高さなどが最適化されている。
鉄道連絡船（鉄道車両のみ航送する車両渡船が貨物船に該当。）
鉄道車両を航送するための船舶。鉄道車両を航送できるように車両甲板に軌条が敷かれている。また、自動車航送設備を有するものもある。
コンテナ船（Container Ship）
海上コンテナを輸送するための船。
フル・コンテナ船（Full-container Ship、フルコン船）
ISO規格の海上コンテナだけを輸送する船ロールオン・ロールオフ貨物船に比べて荷役時間は少し長いが、従来型の一般貨物の荷役方法と比べれば4分の1以下の時間で済む。貨物の積付効率が高いために輸送効率は高く、陸上でのトレーラーや鉄道輸送との連携による効率化も合わせて、海上貨物輸送の主要な地位を占めている。規格に沿った大きさの海上コンテナを効率的に積付ける「セル構造」を持つ船がほとんどである。港ではガントリー・クレーンと呼ばれる大型の海上コンテナの荷役用クレーンを備えた専用コンテナ埠頭を利用するため、自らはクレーンを持たない船がほとんどである。
セミ・コンテナ船（Semi-Container Ship、セミコン船）
規格化された海上コンテナとコンテナ以外の一般貨物を輸送する船で、コンテナ専用の積載設備を備えるもの。コンテナ積載用の設備を備えない一般貨物船がコンテナを運搬してもセミ・コンテナ船とは呼ばれない。クレーンのない港湾での荷役用に自らクレーンを備えていることがある。
コンバルカー（Con-Bulker）
従来型の一般貨物船の船艙内に海上コンテナと他の貨物とを混載する船。多用途貨物船の一形式。海上コンテナ専用のセル構造を備えたコンバルカーも例外的に存在したが、バルクとコンテナは同時には搭載しない設計であった。
多目的船 (Multi-purpose Cargo Ship)
多目的に使える船舶。車両のロールオンロールオフ荷役やコンテナや一般貨物のクレーン荷役などをできる。
重量物運搬船（Heavy Lifter, Heavy load carrier）
重量物を運搬するための船。船艙や甲板、クレーンが強化されている。ヘビー・デリックを使い重量貨物を搭載するLOLO（Lift on / Lift off）方式や、車輌を船艙内に乗り入れることで搬出入するRORO（Roll on / Roll off）方式、自ら甲板を水面下に沈めて浮かぶ貨物を搭載するFOFO（Float on / Float off）方式の船がある。
冷凍・冷蔵運搬船（リーファー、Refrigerated Cargo Carrier）
断熱材で囲われた船艙と冷蔵冷凍設備を持つ船。
木材専用船（Log Carrier, Lumber Carrier）
原木や製材などの木材を専門に運搬する船。
ばら積み貨物船（Bulk Carrier、Bulker）
ばら積みによりそれぞれ専用の貨物を運搬する船。巨大な貨物を積載するために船艙を全開することのできる船は、オープンハッチ・バルカーと呼ばれる。新聞紙やパルプ、製材といった林産品は、貨物に直接釘を打つことができない。オープンハッチ・バルカーならば、船倉がでこぼこのない箱型であるので、貨物をぎっしり詰め合わせることで荷崩れを防げる。UFOキャッチャーのようなガントリークレーンを装備しており、鉛直方向に貨物を積んでゆける。かつては保有する船会社が少なかったので、それらが輸送を寡占していた。ギアバルク、en:Star Shipping など。
穀物運搬船（Grain Carrier）
比重の小さい粉流体である穀物を専門に運搬するための船。
鉱石運搬船（Ore Carrier）
比重の大きい鉱石の荷役のための専用設備を持つ船。鉄鉱石を専門に運搬する鉱石運搬船が多いが、他にも、ニッケル鉱、ボーキサイト、銅鉱、燐鉱石などを専門に運搬する船がある。
チップ専用船（Chip Carrier）
木材パルプの原料となる木材チップを専門に運搬する船。
セメント・タンカー（Cement Carrier）
セメントをバラ積みで運搬するための船。
ばら積み兼用船（Combination Carrier）
全く性状の異なる貨物をどちらでも積んで運搬できる船。
炭兼用船（Ore Coal Carrier）
可燃物である石炭の安全な運搬・荷役のための専用設備を持つ船。
鉱油兼用船（Ore Oil Carrier）
比重の大きい鉱石と石油類を専門に運搬するための船。
石油タンカー（油槽船、Tanker、Oil Carrier）
原油や燃料油などの液体可燃物を荷役・輸送するための設備を持つ船舶。20万トンをこえるものをVLCC，30万トンをこえるものをULCCと呼ぶ。
ケミカルタンカー (Chemical Tanker)
危険性の高い化学薬品を安全に荷役・輸送するための装備を持つ船舶。
LPG船（LPG Tanker、LPG Carrier）
LPG（液化石油ガス）を安全に輸送するための配管、タンク、保安装置を持つ船。
LNGタンカー（LNG Tanker、LNG Carrier）
LNG（液化天然ガス）を輸送するための船。液化天然ガスを低温のまま輸送するための断熱構造タンクか、加圧によって輸送するための加圧タンクを持つ。
バージ・キャリア（Barge Carrier）,ラッシュ船
数十艇の「バージ」（Barge、はしけ）を積んで運搬する船。船尾にリフト機構を備え、水上のバージをFO方式で引き上げる。次に屋根のない船艙内にある1層から3層程度の格納部にレールで横移動させて搭載する。LASH（Lighter Aboard Ship）やSeeBeeが主な形式である。
プッシャー・バージ（Pusher Barge）
i一から十数艇程のバージを押して進む船。バージを含めた全体は「バージ・ライン」と呼ばれる。欧州の河川や運河を進む小型のものから、外洋を渡る全体で数万トン級の「オーシャン・バージ」まである。

### 運航形態による分類
定期船（ライナー、Liner）
一定の航路を、定期的に航行する船舶。
不定期船（トランパー、Tramper）
特定の航路を定めず、貨物の有無によりその都度運航される船舶。
定期船と不定期船のいずれにも対応出来るように作られた「ライパー」と呼ばれる船がある。

## 運賃と契約
主な海上運送の契約方法は、定期貨物船を使った個別荷物を運ぶもの（個品運送）と、不定期貨物船をチャーターすることによって運ぶ方法がある。
- LCL：20フィート海上コンテナに満たない量の貨物（LCL、Less than Container Load）の場合には1トンいくらで計算し、容積トンと重量トンの大きなほうを採る場合が多い。
- FCL：海上コンテナに積める貨物（FCL、Full Container Load）の場合には20フィートや40フィートサイズの海上コンテナの個数によって計算される。

個品運送の場合やコンテナ運送の場合には個別の契約書は作らずにB/L裏面の約款に従う場合が多い。
契約に際しては、どこからどこまでの運送なのかを明確にしておく必要がある。積込作業と荷揚作業の費用についても含まれているかどうか明確にしておく。積卸しの船内荷役費用を含む運賃条件はバースターム（Berth Term）と呼ばれ、荷主が荷役費を別途負担するものはFIO（Free in and out）と呼ばれる。荷主が積込みの荷役費を負担するものをFI（Free in）、 荷揚の荷役費を負担するものをFO（Free out）と呼び、それぞれは船会社側から見たFreeである点に注意する。
海上コンテナでの輸送の場合には、LCLでは積地CY（コンテナヤード Container Yard）から揚地CYまで、FCLでは積地CFS（コンテナフレートステーションContainer Freight Station）から揚地CFSまでの運賃と荷役費用がすべて海上運賃に含まれる。ただし、積地CFS内と揚地CFS内でコンテナに詰めたり取り出したりする作業にかかる費用はCFSチャージとして荷主に別途請求されるのが通常である。CYでの作業も同様にTHC（ターミナル・ハンドリング・チャージ）やCYチャージとして荷主に別途請求されることがあるので確認する必要がある。
チャーターの場合には、2つの契約形態がある。
- 航海傭船契約：1トン当りで契約する
- 船腹傭船契約：船1隻分の傭船契約

貨物の種類と数量、運賃と積地と揚地、積地への回船日と揚地での解約日、停泊期間（Lay days）、船内荷役料の負担者、滞船料（Demurrage）、早出料（Despatch money）等を記載した傭船契約書を作成して契約する。

## 荷役装置
貨物を船に搭載したり、おろしたりする作業を「荷役」と呼び、荷役を行う機械設備が荷役装置（にえきそうち、Cargo Gear）である。

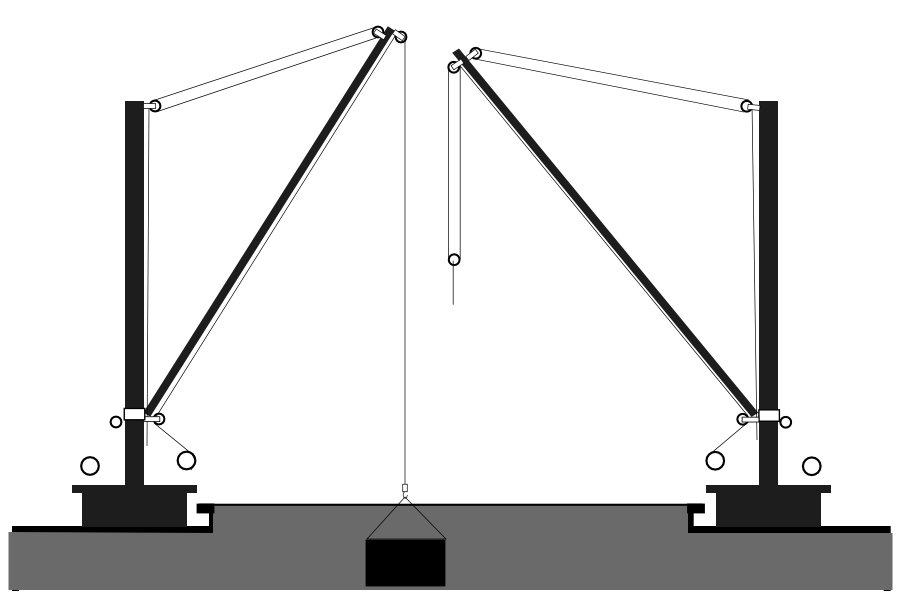
デリック

デリック（Derrick）は比較的小型の貨物船の荷役で使用される最も一般的で基本的な荷役装置である。デリックは一般的な意味でのクレーンの仲間であり、通常は1本のポスト、1本のブーム、2個のウィンチ、数個の滑車、2本のワイヤーからなる簡単な構造をしている。
クレーン
クレーン（Crane）は陸上で使うものとほとんど変りなく、ジブ・クレーンとガントリー・クレーンの2種類に分類できる。
ジブ・クレーン
ジブ・クレーン（Jib crane）は形が似ているために三角帆のジブ（Jib）から来た名前を持つジブ・クレーンは、多様なタイプの貨物船の上に複数台が搭載されることが多い。
ガントリー・クレーン
ガントリー・クレーン（Gantry crane）は橋のようにハッチをまたいで船の前後にほぼ端から端まで移動する大型のクレーンである。大型貨物船でも、特にコンテナ船やラッシュ船に備わっていることが多い。

## 他
国際的には貨物船でも12名までなら乗客を運搬しても構わないとされており、1970年代と1980年代には欧米の若者の間で貨物船による安価な海外旅行が流行った時期がある。1950年代、指揮者の小澤征爾は音楽修業のためにフランスに渡るのに貨物船を利用している。旅客機のエコノミークラスが登場したことで低価格かつ高速の移動が可能となり、格安の渡航手段として選択する者が減少し、格安航空会社の登場で安価な海外旅行というメリットは皆無となった。また以前は貨物会社に空きを問い合わせて港に向かい運賃を支払えば乗り込めたが、現代ではテロや海賊のリスクを考慮して身元の不確かな乗客には警戒し直接募集はしなくなった。ただし長期間の船旅では貴重な話し相手ということもあり禁止はしておらず、専門の旅行会社を仲介することで身元確認を代行してもらいテロのリスクを減らしている。（現在では、価格はまちまちで、航路によっては安くもなく、かえって割高で）航路によっては低価格で世界一周することも可能であるが、価格よりも乗員との交流など興味本意の客が訪れるという。
そのほか、旅客船や貨客船が戦災によって大量に失われた後の戦後混乱期には、貨物船が貨客船の代用として旅客を輸送したこともあった。